# 中国科技大学 (台湾)

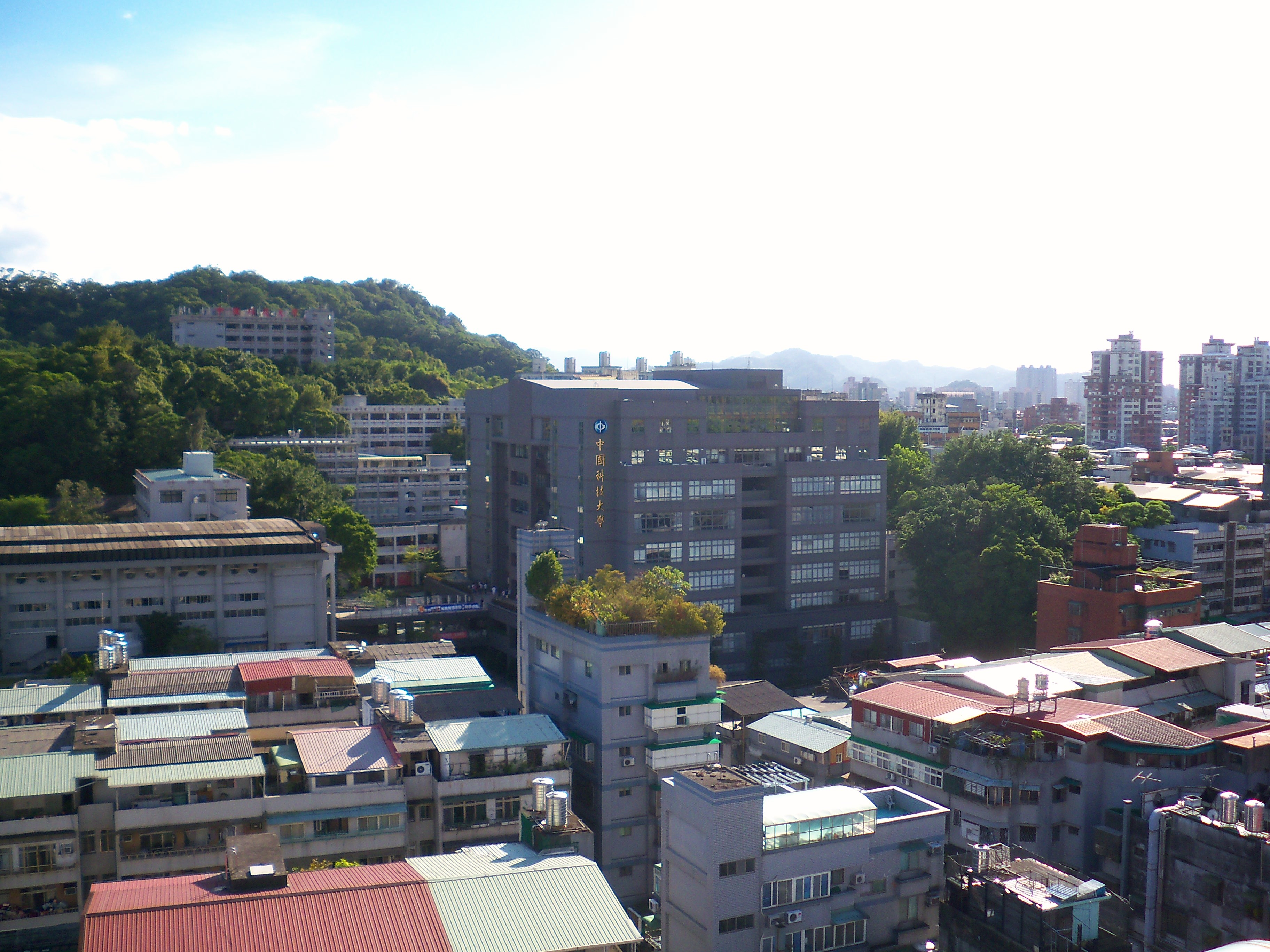
中国科技大学文山キャンパス。

中国科技大学（ちゅうごくかぎだいがく、China University of Technology）は、台北市文山区にある科技大学である。

## キャンパス
- 台北文山キャンパス
- 新竹湖口キャンパス

## 歴史
| 年     | 月日 | 事項                           |
| ------ | ---- | ------------------------------ |
| 1965年 | -    | 「中国市政専科学校」として開校 |
| 1983年 | -    | 「中國工商専科学校」と改称     |
| 2000年 | -    | 「中国技術学院」と改称         |
| 2005年 | -    | 「中国科技大学」と改称         |

## 組織
| - 管理学部 - 国際貿易学科 - 会計学科 - 財政税務学科 - 企業管理学科 - 販売流通管理学科 - 産業経済管理学科 - 財務金融学科 - レジャー事業管理学科 - 商業自動管理研究所 - 情報学部 - 情報工学科 - 情報管理学科 - 情報コミュニケーション学科 - コンピューター通信学科 - 規格設計学部 - 建築工学科 - 土木工学科 - 室內設計学科 - 視覚コミュニケーションデザイン学科 - デジタルマルチメディアデザイン学科 | - 人文社会学部 - 応用英語学科 - 教養課程センター - 六大研究センター - 永続建築教研究センター - 構造物安全研究センター - 電子化產業研究センター - 財経決策研究センター - 電子ビジネス研究センター - 電子化教育研究センター - 技術協力室 - 技術サービス室 - 就業指導室 - 研究開発室 |